# Istituto della carità
L'Istituto della carità (in latino Institutum Charitatis) è un istituto religioso maschile di diritto pontificio: i membri di questa congregazione clericale, detti anche, dal nome del loro fondatore, Rosminiani, pospongono al loro nome la sigla I.C.

## Storia

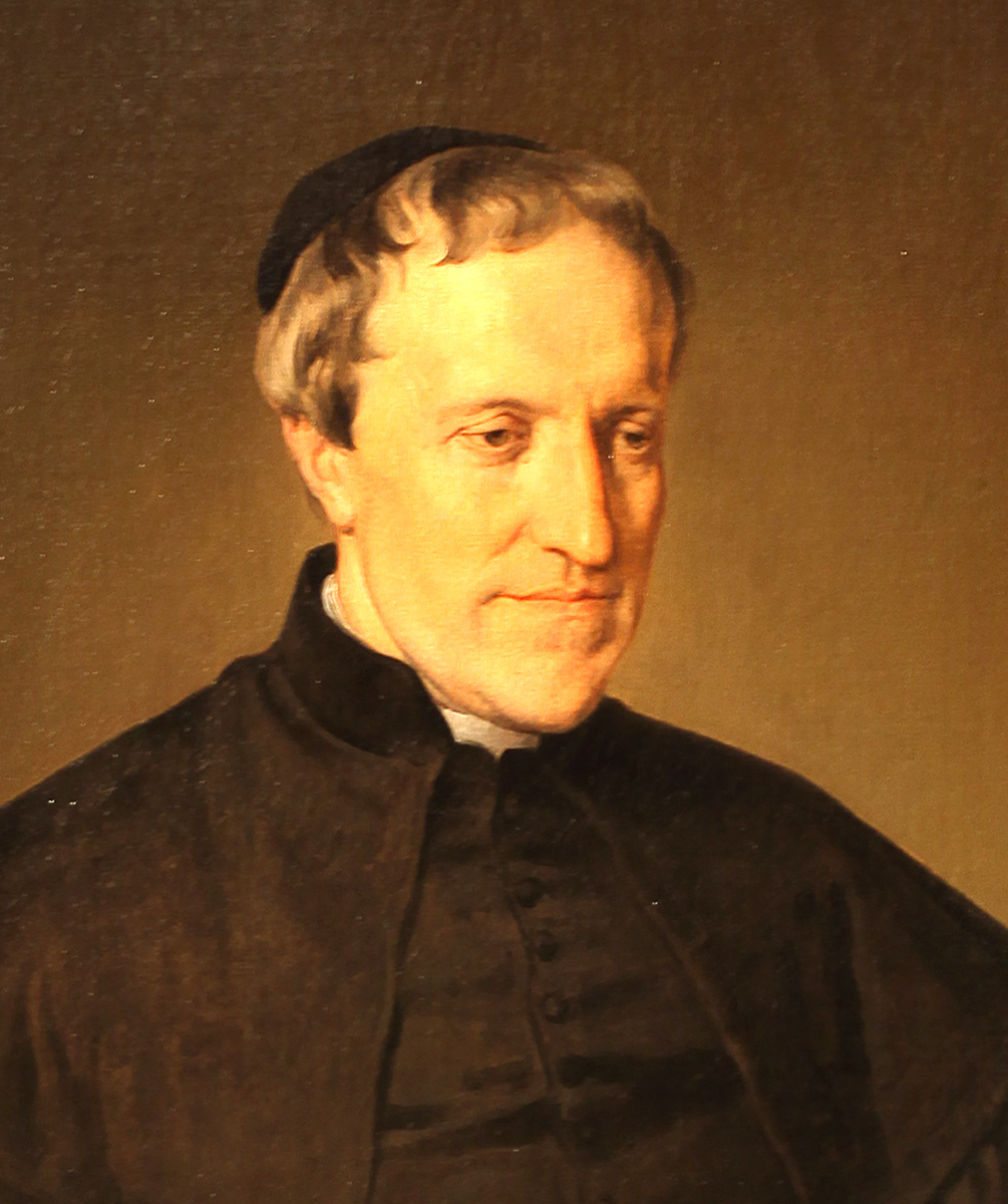
Antonio Rosmini, fondatore della congregazione

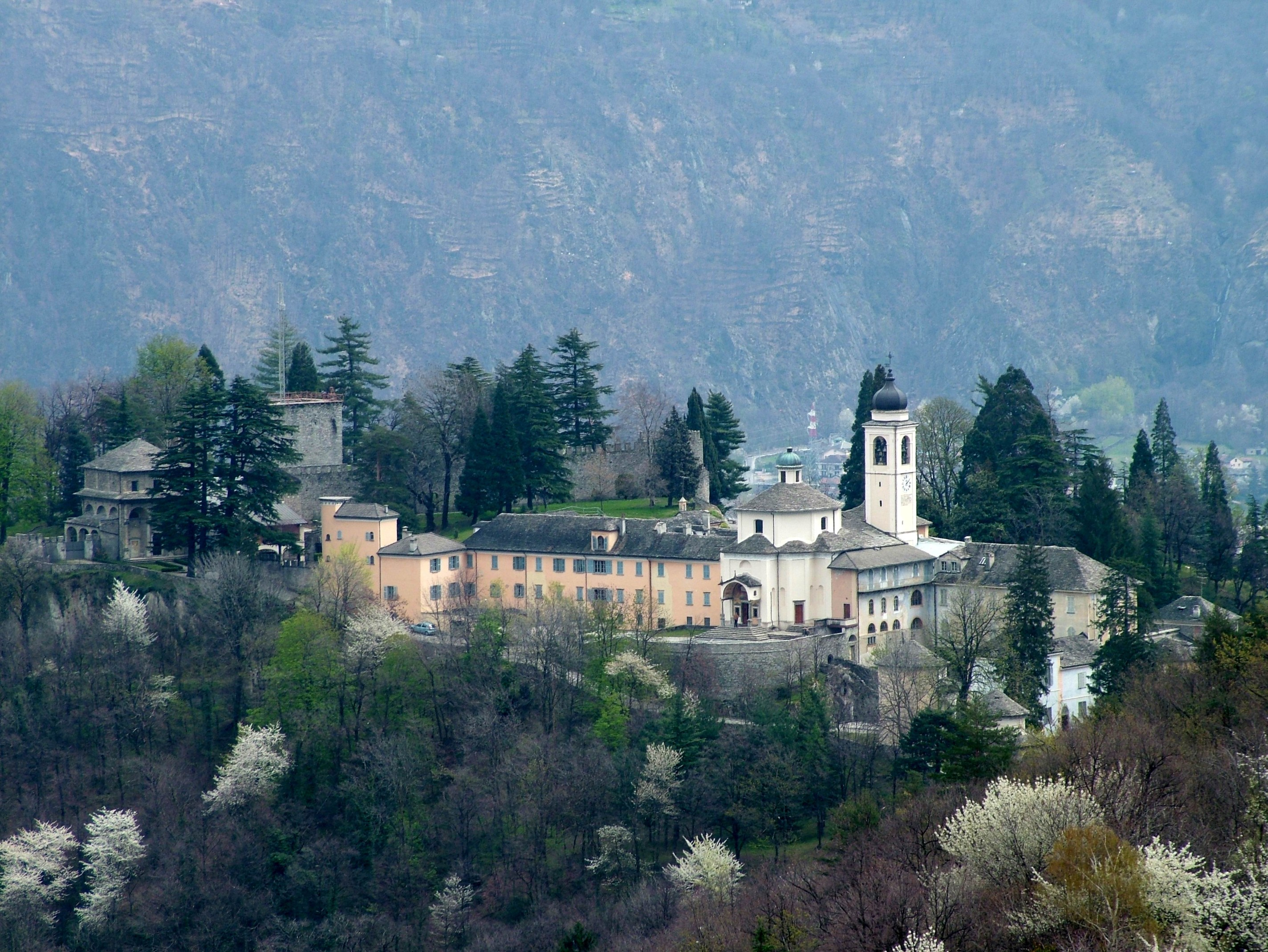
Il Sacro Monte di Domodossola, casa madre dell'istituto

La congregazione fu fondata il 20 febbraio 1828 presso il santuario del Sacro Monte Calvario, a Domodossola, dal sacerdote e filosofo italiano Antonio Rosmini Serbati (1797-1855); venne approvata da papa Gregorio XVI il 20 settembre 1839.
Giunto a Roma nel novembre 1828, Rosmini fu invitato a udienza dal cardinal Castiglioni (eletto papa Pio VIII nel marzo 1829) che lo ammonì:
Rosmini replicò che aveva sempre proposto un inizio molto umile, dato che la sua era una vocazione del tutto ordinaria, e iniziò la formazione dei primi aderenti.
Il 2 febbraio 1831 il cardinal Cappellari, amico e protettore di Rosmini, fu eletto papa Gregorio XVI e si dimostrò il secondo padre dell'Istituto, anche perché Rosmini rifuggiva da ogni pressione. Nel 1835 il papa stesso sollecitò formalmente la presentazione delle costituzioni dell'Istituto, già approvato dai vescovi di Novara e di Trento, alla Santa Sede. Queste vennero presentate solo nel marzo 1837, assieme alla richiesta di far parte dell'ordine regolare. Il papa seguì personalmente il contrastato iter, favorendone l'esito positivo nei momenti più critici.
Nel 1832 Rosmini fondò il ramo femminile dell'Istituto della Carità, con il nome di Suore della Provvidenza, affidandone la guida a suor Giovanna Maria Antonietti.

## Carisma dell'Istituto
(Antonio Rosmini, Stresa, 5 maggio 1840)
L'Istituto non si propone fini particolari, ma l'esercizio della carità universale, che è l'unione delle forme che Rosmini ordina in: carità spirituale, carità intellettuale e carità temporale (o materiale). Rosmini tuttavia afferma che quello che lui chiama "l'ordine della carità" può cambiare a seconda delle esigenze espresse dal prossimo.
- opere della carità spirituale (detta anche morale), che si riferiscono immediatamente alla salvezza eterna dell'uomo (l'annuncio della fede, i sacramenti)
- opere della carità intellettuale, con le quali si vuole liberare la mente dell'uomo dalle tenebre dell'ignoranza e illuminarla con la luce della verità
- opere della carità temporale, che sono rivolte ai bisogni del corpo, quali la fame e la salute.[1]

(Regola di Vita, Parte I "La società della carità - pt. 1 fine della società)
Vi è una peculiarità che caratterizza la congregazione: la possibilità per i singoli membri di possedere beni (ciò fu voluto dal fondatore per garantire l'ordine dalla politica dell'alienazione dei beni ecclesiastici).
In ragione della non-specificità del carisma dell'Istituto, i padri rosminiani non hanno un abito proprio, ma adottano quello del clero romano.
Sono membri dell'Istituto i sacerdoti,  i figli adottivi, gli ascritti, gli ascritti consacrati.
(Proemio alle Costituzioni dell'Istituto della Carità, di Antonio Rosmini)

### Sacerdoti
L'Istituto della carità è formato da sacerdoti e laici con voti semplici e perpetui. Si fanno i voti di castità, povertà e obbedienza; i religiosi che fanno i voti perpetui sono chiamati coadiutori.
La Regola di Vita (parte I, pt.6) prevede che, "alcuni sacerdoti, scelti fra i coadiutori e nominati dal Preposito Generale, fanno un quarto voto di speciale obbedienza al Sommo Pontefice, con cui si obbligano ad accettare qualunque missione per il servizio della Chiesa, anche con sacrificio della vita. Essi sono chiamati Presbiteri".

### Figli Adottivi
Quei cristiani che, avendo qualche legame esterno o dovere, impedisce loro di unirsi alla Società della Carità in altro modo. È il caso di chi ha l'obbligo morale di provvedere ai figli minori o ai genitori anziani, o di chi ha questioni legali in sospeso, impegni sociali o professionali cui non può sottrarsi.

### Ascritti
Rosmini ha previsto la possibilità di legarsi all'istituto attraverso la forma dell'Ascrizione. Sono Ascritti coloro che domandano di unirsi all'Istituto con il vincolo dello spirito e con la comunione dei beni spirituali: essi hanno già nella Chiesa una chiara vocazione (uomini e donne sposati ad esempio).
Si tratta di una significativa novità per gli istituti religiosi; il padre fondatore l'ha prevista affinché anche semplici laici potessero far parte della famiglia religiosa, come del resto anche preti diocesani, vescovi e cardinali.
Tra gli Ascritti si ricordano la madre di Rosmini, Giovanna, e Alessandro Manzoni.
Anche monsignor Renato Corti, vescovo emerito di Novara, è diventato ascritto all'Istituto il 22 febbraio 2009 per volontà dei rosminiani stessi; il preposito generale p. James Flynn ha dato infatti disposizione affinché potessere ricevere l'ascrizione ad honorem dato l'impegno che ha assunto mons. Corti negli anni della causa di beatificazione.
Si contano tra gli ascritti anche san Luigi Orione, il principe e cardinale Gustav Adolf von Hohenlohe-Schillingsfürst, il cardinale Severino Poletto, il vescovo Antonio Staglianò e il giornalista Roberto Cutaia, segretario nazionale degli ascritti.

### Ascritti Consacrati
A differenza degli Ascritti, gli Ascritti Consacrati fanno un voto di obbedienza al Preposito Generale dell'Istituto, in ragione del quale sono appunto chiamati "ascritti consacrati".

## Formazione religiosa

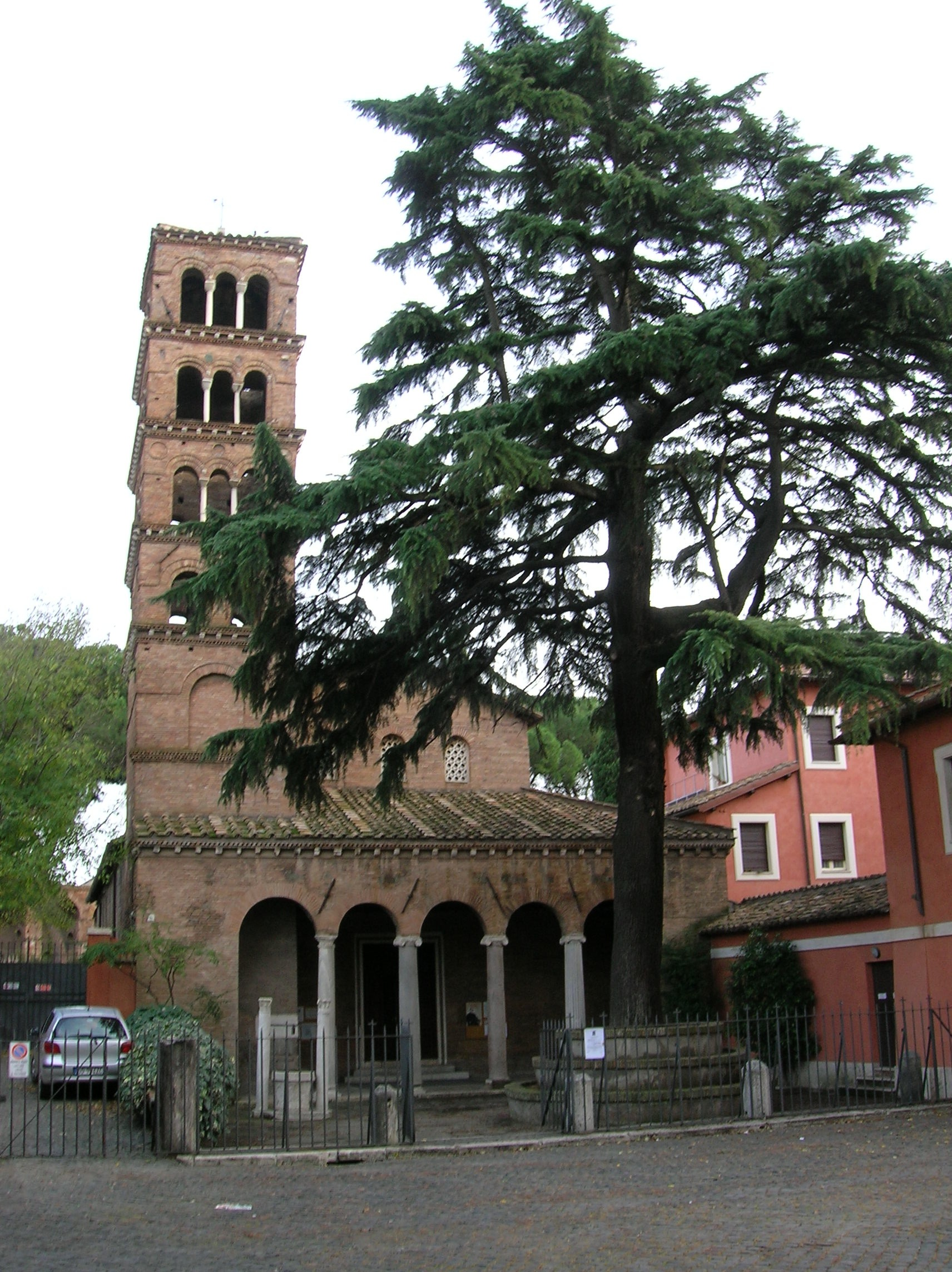
La chiesa romana di San Giovanni a Porta Latina, annessa alla casa generalizia della congregazione

All'interno dell'Istituto della Carità, la formazione religiosa è considerata un processo che dura per tutta la vita.
A livello iniziale la formazione consiste in periodi di postulato, noviziato, professione temporanea e preparazione alla professione perpetua.
È chiamato postulante la persona che inizia il suo percorso di formazione; è necessario per cominciare a vivere i tempi della vita religiosa. Si trascorre infatti, almeno in parte, in una casa dell'Istituto. Dura non meno tre mesi e non più di due anni.
Successivamente al postulantato, comincia il percorso del noviziato in cui la persona comincia a conoscere la vita e il pensiero del p. fondatore. Il noviziato dura, solitamente, due anni di cui dodici mesi sono da trascorrere nella comunità del noviziato (il Sacro Monte di Domodossola).
Il novizio ritenuto idoneo a proseguire il suo cammino all'interno dell'istituto ossia emette i primi voti temporanei all'istituto. In questo modo diviene membro effettivo della congregazione; è quindi uno scolastico. Lo scolastico incomincia un percorso di studi.
Vi è poi il periodo con cui lo scolastico si prepara ad emettere i voti perpetui.
A conclusione di questo percorso vengono emessi i voti davanti al preposito generale o ad un suo delegato. Con la professione dei voti perpetui (castità, povertà e obbedienza) si diviene coadiutori.
Una volta ordinati sacerdoti (quindi dopo aver ricevuto l'ordinazione diaconale), Rosmini ha previsto che alcuni tra i membri dell'Istituto emettano un quarto voto di speciale obbedienza al Sommo Pontefice. Attraverso questo voto ci si impegna solennemente a intraprendere in qualsiasi parte del mondo qualunque missione che il Papa voglia loro affidare. Rosmini ha così voluto sottolineare l'unione dell'Istituto con la Chiesa, che per essa soltanto vive. I preti che fanno il quarto voto vengono chiamati presbiteri.
((Costituzioni dell'Istituto della Carità, n.° 468))

## Attività e diffusione
Dati i suoi principi, l'Istituto ha progredito lentamente.
Si dedicano all'evangelizzazione attraverso le parrocchie e i centri di spiritualità (carità spirituale), all'insegnamento nelle scuole e nei collegi (carità intellettuale) e all'impegno nelle missioni (carità temporale).

### Direzione Generale dell'Istituto
Rosmini nelle Costituzioni ha scritto che coloro i quali saranno chiamati a governare questa Società dovranno "meditare continuamente la divina Provvidenza e adorare con umiltà di cuore le sue vie in ogni cosa, non prevenendola, ma seguendola, e obbedendo prontamente e soavemente a tutte le sue voci".
Secondo la Regola di Vita dell'Istituto della Carità, il preposito generale è coadiuvato nel governo dell'ordine da diversi confratelli. Tra questi, 3 sono chiamati Vicari: così Rosmini ha previsto un Vicario per la Carità Spirituale (Vicario Generale), un Vicario per la Carità Intellettuale ed infine un Vicario per la Carità temporale. I tre Vicari costituiscono con il segretario generale il Consiglio Generalizio Minore, che unitamente a degli Assistenti e un Ammonitore, compongono il Consiglio Generalizio Maggiore. I membri del Consiglio Minore solitamente risiedono, assieme al padre generale, nella Curia Generalizia che ha sede a Roma, nella Chiesa di San Giovanni a Porta Latina, di cui i rosminiani sono affidatari dal 1940.
L'irlandese James Flynn, in precedenza già preposito provinciale irlandese, nel 1997 è diventato Preposito generale dell'istituto, carica che ha ricoperto per 15 anni. L'8 gennaio 2012 padre Flynn ha rassegnato le dimissioni al consiglio generalizio maggiore, in ottemperanza a quanto prescrive il diritto canonico e la Regola di Vita.
Dal 14 marzo 2013 il preposito generale dei rosminiani è padre Vito Nardin, di origini trentine, che ha svolto il suo ministero principalmente nelle parrocchie e dal 1997 al 2003 come superiore provinciale italiano.
Dal 29 Ottobre 2021 il preposito generale è padre Marco Andrea Tanghetti, milanese originario della parrocchia San Romano fondata e guidata ancora oggi dai padri rosminiani nel quartiere Gallaratese di Milano. Padre Tanghetti ha svolto il suo ministero in diverse responsabilità, in particolare nella formazione dei giovani in formazione, sia in Italia che in Venezuela, dove dal 2018 era preposito provinciale.

### Province, Vice-Province e Regioni
L'Istituto è organizzato in Province, Vice-Province e Regioni: con questi termini si intende indicare le aree in cui l'Istituto è presente ed opera. Ogni area è guidata da un padre chiamato Preposito Provinciale, in carica per 6 anni, e dal relativo Consiglio Provincializio che prevede un padre Ammonitore e tre Vicari; uno della Carità Spirituale, uno di quella Intellettuale o Morale e uno di quella Materiale.
Nel caso di impedimento del padre provinciale (più precisamente "preposito") nello svolgimento del proprio servizio, queste sono esercitate dal Vicario per la Carità Spirituale.

#### Provincia Italiana di San Maurizio

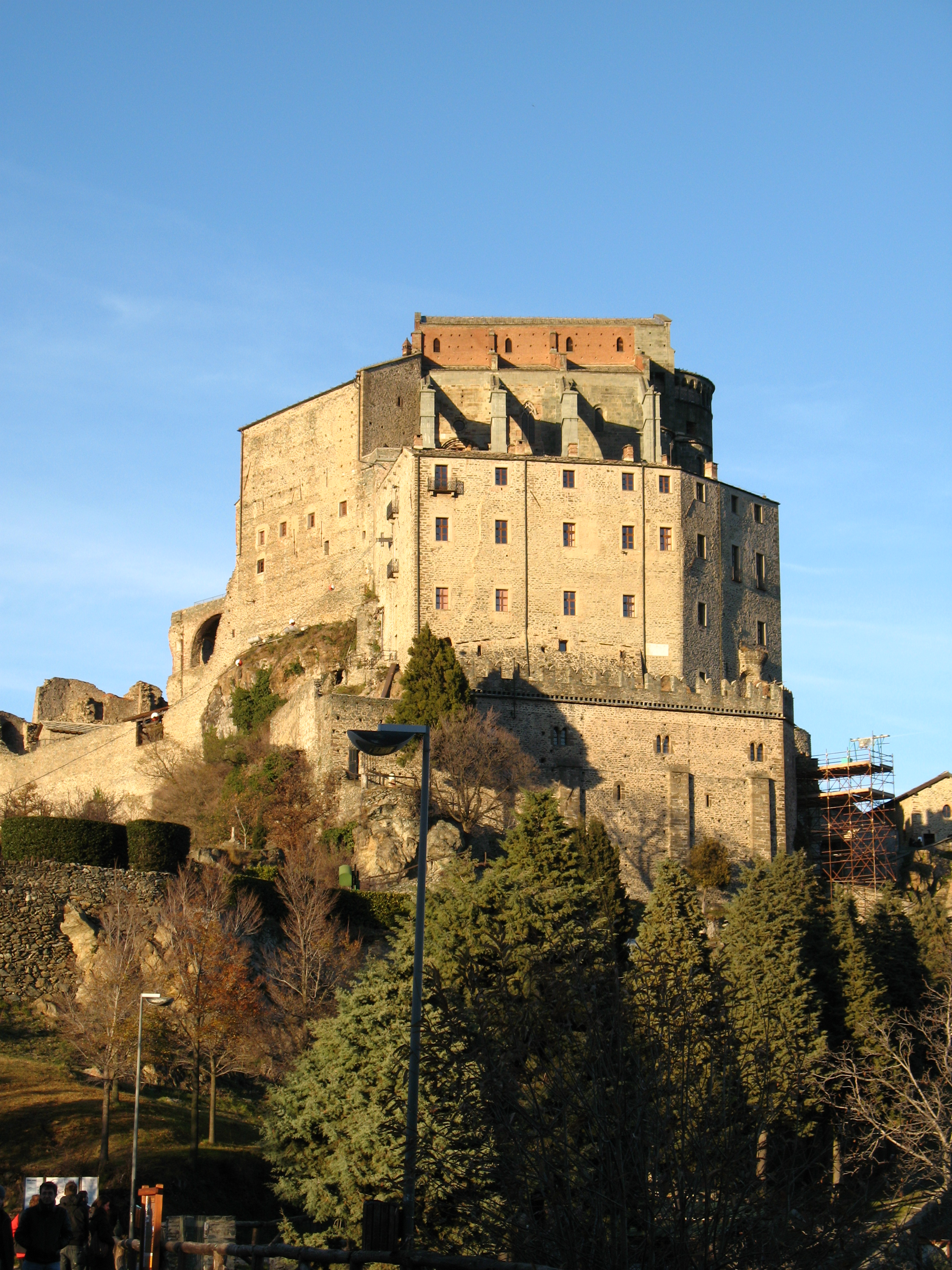
La Sacra di San Michele

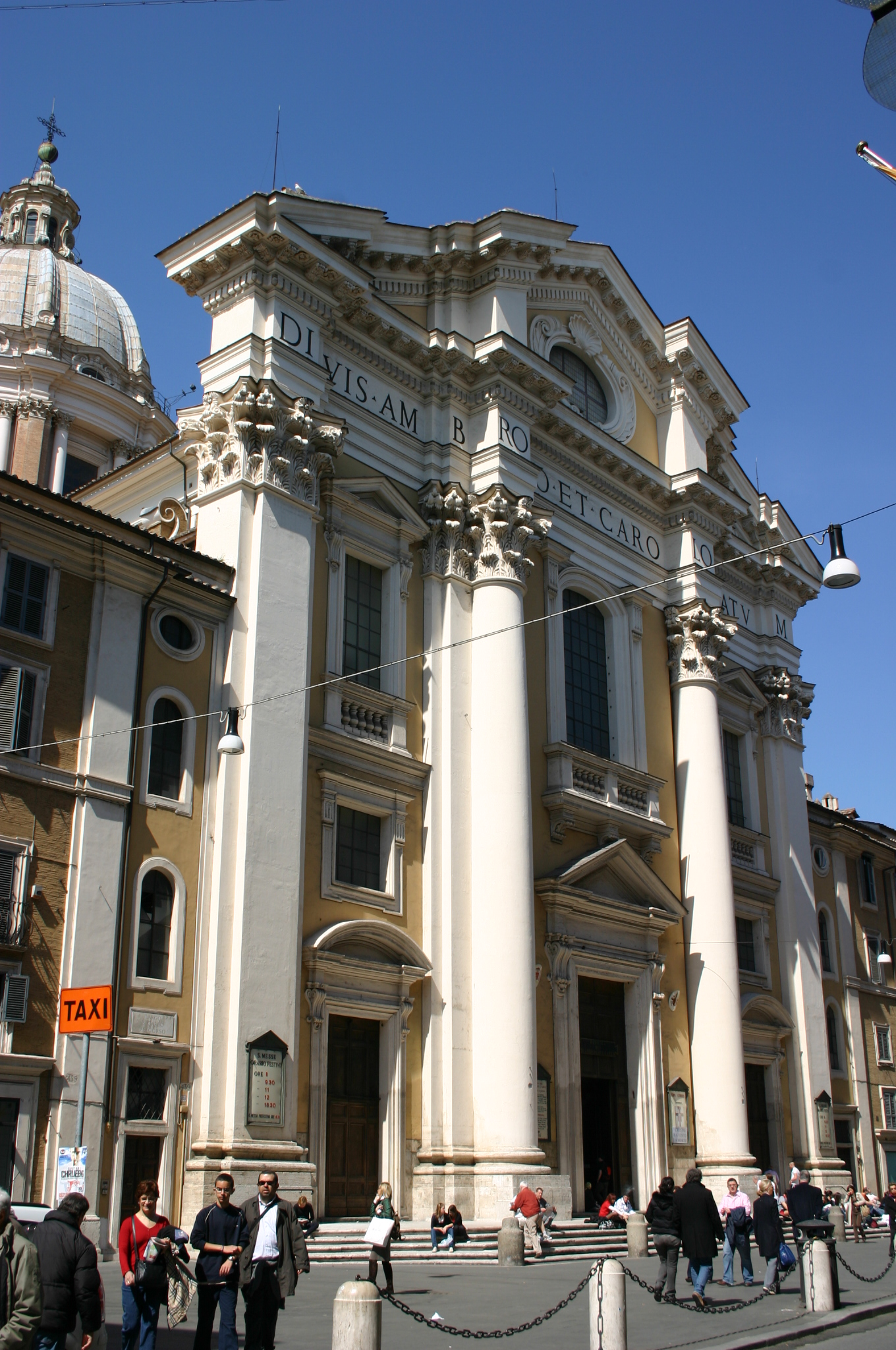
La basilica romana dei Santi Ambrogio e Carlo al Corso

Ufficialmente fondata nel 1846, dal 1932 conta l'Aspirantato di Pusiano, aperto dal padre Giovanni Pusineri.
Ancora oggi, tra i padri rosminiani viventi, i più sono quelli venuti dall'Aspirantanto di Pusiano.
La casa madre dell'istituto è il Sacro Monte di Domodossola, sede del Postulato e Noviziato italiano e del Centro di Spiritualità Rosminiana. A Domodossola vi è anche il Collegio per giovani fondato nel 1837. La città di Stresa invece ospita il noto centro internazionale di studi rosminiani, assieme al collegio per ragazzi fondato nel 1839.
Sempre in Piemonte i rosminiani italiani sono presenti alla Sacra di San Michele, simbolo storico della regione: questa è stata ricevuta dal Re di Sardegna nel 1835.
Le case fondate in quegli stessi anni a Trento, Rovereto e Verona vennero chiuse dal governo austriaco dopo pochi anni. Oggi l'Istituto gestisce svariate scuole elementari nell'Italia settentrionale. In diverse zone d'Italia opera in alcune parrocchie, diverse delle quali in Sicilia a Trapani e in Valderice.
Dal 1906 all'Istituto è affidata la Basilica dei Santi Ambrogio e Carlo al Corso di Roma, il cui titolo presbiterale apparteneva all'arcivescovo emerito di Milano, il cardinale Dionigi Tettamanzi.
Dal 1º luglio 2018 il nuovo preposito provinciale è il padre Mario Adobati, già vicario della carità spirituale per la Provincia Italiana di San Maurizio fin dal 1997.

#### Provincia UK-Nuova Zelanda
Dopo il capitolo 2018 la provincia gentile è stata divisa in due: UK - Nuova Zelanda e Irlanda - USA.
Il preposito provinciale è Fr. Chris Fuse.
Indirizzo sito: https://www.rosminians.org.uk/
Provincia Irlanda - USA
Il preposito provinciale attuale è il p. Jimmy Browne
Indirizzo sito. https://www.rosminians.ie/

#### Provincia Venezuela
Fondata nel 1958, è una zona di crescita per l'istituto.
I padri rosminiani assieme alle Suore della Provvidenza operano in Venezuela nelle comunità di Maracaibo e di Alto. Il servizio principale dei rosminiani in Venezuela è l'attività educativa nelle scuole: sono seguiti circa 2.000 studenti.
Insieme i padri e le suore sono impegnati nell'assistenza agli ultimi e nella cura spirituale delle comunità cristiane.
Il preposito provinciale è il p. Jorge Araujo Rincòn.

#### Provincia Indiana
Fondata nel 1989 dal padre italiano don Giorgio Versini, ad oggi, costituisce l'area più feconda per l'Istituto.
Il preposito provinciale è il padre Francis Menachery.

### Capitoli Generali
Il Capitolo generale è l'organo che, riunito in forma ordinaria una volta ogni 10 anni, rappresenta l'intero Istituto.
Secondo quanto previsto dalla Regola di Vita, partecipano alla congregazione generale come membri di diritto (ex iure) il Preposito Generale, i membri del Consiglio Generalizio Minore, i Prepositi Provinciali e Vice-Provinciali, i Superiori Generali.
Fanno parte anche un numero di delegati: essi rappresentano ogni area dell'Istituto, e la maggioranza dei congregati deve avere emesso i voti di Presbitero (non si intende "sacerdoti" nel senso stretto della parola, ma quei religiosi che hanno fatto il voto di speciale obbedienza al pontefice).
In vista della congregazione tenutasi dal 9 al 23 ottobre 2008 presso il Sacro Monte di Domodossola, una Commissione Preparatoria nominata dal padre generale aveva preparato un "programma" per individuare le tematiche da trattare durante la Congregazione, riunita per parlare specialmente del tema della ristrutturazione.
A questo proposito, ai padri delegati dell'Istituto della Carità e in tutte le case rosminiane è stato diffuso un piccolo opuscolo dal titolo Ristrutturazione curato dalla stessa Commissione. Si è perciò discusso degli aspetti legati al rinnovamento dell'evangelizzazione e alla possibilità di unificare provincie e vice-province, al fine di impiegare meglio le poche risorse umane e le insufficienti risorse finanziarie.
Durante la congregazione generale, i padri congregati hanno avuto la visita (a sorpresa) del cardinale Carlo Maria Martini, già Arcivescovo di Milano e conoscitore del pensiero del padre fondatore Antonio Rosmini, in cui incoraggiò i padri a seguire le orme del fondatore e si scusò per il comportamento che in passato ebbero alcuni gesuiti con i rosminiani.

## Statistiche
Con il vescovo emerito di Acerra, mons. Antonio Riboldi, i sacerdoti dell'Istituto risultavano 196 (di cui 61 che hanno fatto il 4º voto di speciale obbedienza al Sommo Pontefice).
Si contavano poi 5 diaconi (quasi tutti, tra il 2008 e il 2009 ordinati preti), 50 scolastici, e 30 novizi.

## La beatificazione
I religiosi dell'istituto per moltissimi anni hanno speso molte forze nei riguardi della complessa e tormentata causa di beatificazione del loro padre fondatore, il cui pensiero è stato oggetto di grande dibattito giunto poi al termine con la pubblicazione della Nota della Congregazione della Dottrina della Fede che nel 2001 ha chiarito le polemiche sul pensiero del "prete roveretano", le cui tesi sono state oggetto di una interpretazione non corretta e quindi non corrispondente al vero pensiero che Antonio Rosmini voleva esprimere attraverso le sue opere.
La causa di beatificazione si è ufficialmente conclusa il 18 novembre 2007, quando nel palazzetto dello Sport di Novara, Antonio Rosmini è stato proclamato beato.
Alla celebrazione hanno preso parte 40 vescovi e circa 400 sacerdoti tra preti rosminiani, diocesani e di altri ordini religiosi.

## Pubblicazioni
Presso il Centro Internazionale di Studi Rosminiani di Stresa ha sede la casa editrice dell'Istituto della Carità denominata Edizioni Rosminiane, un tempo Sodalitas.
Questa casa editrice ha pubblicato (e tuttora pubblica) numerosissimi libri e testi concernenti il pensiero del padre fondatore, della famiglia rosminiana, della causa di beatificazione di Antonio Rosmini e, fra gli altri, di Clemente Rebora e Michele Federico Sciacca.
Mensilmente presso il Centro Internazionale di Studi Rosminiani di Stresa, sede della casa editrice Edizioni Rosminiane Sodalitas, vengono pubblicati il bollettino Charitas, fondato dal padre Giovanni Pusineri e di cui è stato direttore anche don Clemente Rebora e la Rivista rosminiana di filosofia e cultura, attualmente diretta dal filosofo Pier Paolo Ottonello.
Dal 1966 al 2005, presso il Sacro Monte di Domodossola, veniva pubblicato un altro mensile dal titolo Speranze - Note di vita e spiritualità rosminiana, inizialmente nato come Notizie Calvariane. A distanza di 5 anni,Speranze, dal mese di agosto 2010, è tornato ad essere pubblicato in versione online sul sito www.sacromontecalvario.it e curato degli ascritti della Sacra di San Michele.

## Prepositi Generali
Secondo quanto prescrivono le Costituzioni dell'Istituto della Carità, la carica di Preposito Generale è perpetua.
Tuttavia il Preposito Generale, compiuto il 75º anno di età, rimette formalmente il suo mandato.
Dopo la morte di Rosmini (1855), si sono succeduti:
- Giambattista Pagani
- Luigi Bertetti (1860)
- Gioacchino Cappa (1874)
- Luigi Lanzoni (1877)
- Bernardino Balsari (1901)
- Giuseppe Bozzetti (1935)
- Giovanni Ferdinando Angelo Gaddo (1956) chiede le dimissioni da padre generale per 5 volte e solo le ultime vengono accettate: il 30 dicembre 1978.

A Roma furono radunati "quindici viri" contemplati dalle Costituzioni dell'Istituto della Carità, e padre Gaddo li investe del problema del suo ritiro e della nomina di un Vicario Generale con piena autorità.
Il 2 gennaio 1979, in attesa dell'elezione del nuovo padre generale, viene individuato il nuovo Vicario nella persona di padre Domenico Mariani, che si avvarrà della costante assistenza dei Consiglieri di p. Gaddo.
Alla seconda sessione del Capitolo Generale Speciale tenuto al Sacro Monte di Domodossola padre Gaddo si dimette ufficialmente da preposito generale dell'Istituto.
- Giambattista Zantedeschi, eletto il 5 aprile 1981.

Durante il suo mandato, attraverso la Congregazione Generale del 1988 è stata rivista la Regola di Vita dell'Istituto, che la Santa Sede ha approvato con Decreto l'8 dicembre 1989.
Padre Zantedeschi ne promulgava i testi il 25 marzo 1990; ha retto l'Istituto nell'importante e delicata fase di inizio della Causa di Beatificazione di Antonio Rosmini, iniziata nel 1994.
Si dimise nel 1997 per ragioni di salute; da gennaio a luglio 1997 le funzioni di Vicario Generale dell'Istituto, in attesa di eleggere il nuovo padre generale, sono state esercitate dal padre Dennis Hare, già Amministratore generale.
- James Flynn, eletto il 18 aprile 1997, si è dimesso l'8 gennaio 2013. Le sue dimissioni vengono accettate dal consiglio generalizio maggiore e dalla Santa Sede.

Dal 9 gennaio 2013 e fino all'insediamento del nuovo preposito generale, la direzione dell'Istituto è passata nelle mani di padre Anthony Meredith, Vicario Generale.
Il 14 marzo 2013 al Sacro Monte Calvario di Domodossola è stato eletto come preposito generale padre Vito Nardin, già rettore del Sacro Monte e Maestro dei novizi.
Al Sacro Monte Calvario di Domodossola vi è una sala con i ritratti di tutti i padri generali che dopo la morte di Antonio Rosmini hanno guidato l'istituto.
Il 28 Ottobre 2021 è stato eletto come nuovo preposito generale il p. Marco Tanghetti, già preposito provinciale della provincia del Venezuela, di origini milanesi, è stato tra i formatori del Collegio Missionario Internazionale di Roma e per alcuni anni vicario della carità intellettuale durante il mandato del padre generale p. James Flynn.

## Personalità rosminiane
- Eugene Arthurs (1916-1978), irlandese, vescovo di Tanga (Tanzania)
- Francesco Paoli (1808-1891), sacerdote già segretario di mons. Emanuele Sardagna a Cremona. Nell'agosto 1839 seguì Rosmini ed entrò nell'Istituto della Carità.

Di Rosmini, padre Paoli ne è stato il segretario e primo biografo.
- Giuseppe Calza (1821-1898), filosofo;
- Francisco Cardozo Ayres (1821-1870), vescovo di Pernambuco (Suriname), morto a Roma durante il Concilio Vaticano I, il cui corpo incorrotto è stato di recente trasferito in patria; si tratta del 1º vescovo rosminiano.
- Giuseppe Costa (1823-1917), missionario negli Stati Uniti;
- Lorenzo Gastaldi (1815-1883), vescovo di Saluzzo e poi arcivescovo di Torino;
- Luigi Gentili (1801-1848), missionario in Inghilterra e Irlanda;
- Joseph Hirst, membro del Royal Archaeological Institute;
- Paolo Perez, professore all'Università di Padova e letterato;
- Vincenzo De Vit (1810-1892), autore del "Lexicon totius Latinitatis" (edizione ampliata di quello di Forcellini) e dell'"Onomasticon" (dizionario di nomi propri).
- Clemente Rebora (1885-1957), poeta;
- Clemente Riva (1922-1999), vescovo ausiliare di Roma, famoso per il suo interesse ai temi dell'ecumenismo che l'hanno fra l'altro legato particolarmente alla comunità ebraica di Roma;
- Antonio Riboldi (1923-2017), vescovo emerito di Acerra e allievo di Clemente Rebora.
- Renato Corti (1936-2020), vescovo emerito di Novara ascritto dell'Istituto della Carità dal 2009.